# Паламарчук, Валентина Фёдоровна
Паламарчук Валентина Федоровна (род. 28 ноября 1930) — советский, украинский педагог, ученый, дидакт, доктор педагогических наук (1986), профессор (1989); работала в Украинском научно-исследовательском институте педагогики Украины (Институт педагогики Национальной Академии педагогических наук Украины); в Центральном институте последипломного педагогического образования (Университет менеджмента образования), м. Киев. 65 лет жизни посвятила педагогической работе: учитель, завуч, директор школы, преподаватель в педагогических вузах. 56 лет посвятила исследовательской деятельности как дидакт, имеет около 300 научных трудов. Фундаментальные научные труды автора находятся в ведущих библиотеках России, Украины и других стран.

## Биография
Родилась 1930 году в г. Москва. Отец — рабочий, некоторое время работал на заводе Форда в США, вернулся в СССР в 20-е годы по призыву тогдашнего правительства. Мать из семьи дворян, до 1917 года училась в Институте благородных девиц. Во время Второй мировой войны родители погибли от голода и болезней в Москве. Валентина Фёдоровна вместе с младшей сестрой Зоей была отправлена в г. Хвалынск Саратовской области в детский дом, который и был записан как место рождения. Сестра умерла в 1943 году. Позже Валентина Фёдоровна опубликовала биографию с воспоминаниями о своей жизни. В 1945 году за отличную учебу была награждена путевкой в детский лагерь Артек. В 1945 г. Валентина Фёдоровна поступила в Хвалынское педагогическое училище, в 1950-1955 училась в  Саратовский государственный университет имени Н. Г. Чернышевского  по специальности «русский язык и литература». Направлена по распределению в курорт Боровое ( Казахстан), где встретила друга, колегу и спутника всей дальнейшей жизни Паламарчук Володимира Илича, также педагога, человека энциклопедических знаний. Воспитала сына (инженер) и дочь (педагог). Дочь  продолжила педагогическую и научную династию Паламарчуков. Сейчас Елена Владимировна Барановская работает в Институте педагогики Национальной академии педагогических наук Украины. С 1970 года Валентина Федоровна вместе с семьёй проживает в г. Киев, Украина.

#### Педагогическая и научная деятельность
С 1968 года Валентина Федоровна начала длительный научный путь исследователя, работая в Украинском научно-исследовательском институте педагогики УССР в Киеве. В то время руководителем отдела дидактики был Василий Иванович Помагайба, позже - Василий Анисимович Онищук. Долгое время Паламарчук В. Ф. была ученым секретарём сборника «Педагогика», который печатал наработки ученых-дидактов того времени, в частности — отдела дидактики (С. П. Бондарь, В. П. Волынский, Л. П. Воронина, В. И. Кизенко, В. П. Максименко, Л. Л. Момот, В. А. Онищук, В. И. Паламарчук, В. Е. Рымаренко, Л. В. Чашко и др.). Встречи с выдающимися дидактами: Бабанский, Юрий Константинович Кондаков, Михаил Иванович, дали толчок к сотрудничеству в области оптимизации учебно-воспитательного процесса, научной организации труда («НОТ школьника — путь к творчеству», 1988), изучения проблемы взаимосвязи обучения и развития учащихся. В. Ф. Паламарчук принимала непосредственное участие в становлении и деятельности Всеукраинской Ассоциации работников гимназий и лицеев Украины; присоединялась к разработке законодательных актов в сфере образования, в том числе Законов Украины «Об образовании» (2001); «Об общем среднем образовании»; «Государственной программы» Образование: Украина 21 века "; концепций развития общего среднего образования; общеобразовательных учреждений для способной и талантливой учащейся молодежи. 
Под её научным руководством по заданию Министерства образования и науки Украины были разработаны Временные положения о гимназии, лицее, частном общеобразовательном учебном заведении. На протяжении 1970-80-х годов проводился ряд фундаментальных исследований и широкомасштабных педагогических экспериментов, результаты которых публиковались в периодическом сборнике «Педагогика», «Проблемы школьного учебника» и других. Серьезное внимание уделялось проблемам исследования качества знаний учащихся, домашних заданий, а позже - школьным переводным и выпускным экзаменам. Именно Валентина Федоровна Паламарчук боролась за отмену переводных экзаменов и уменьшения эмоциональной и учебной нагрузки учеников, доказывая избыточность тогдашних требований. В сборнике «Проблемы школьного учебника» публиковались исследования ведущих ученых страны Д. Д. Зуева, В. В. Краевского, Т. А. Ладыженской, И. Я. Лернера, М. И. Махмутова, В. А. Онищука, В. И. Помагайбы, Н . Ф. Талызиной, с которыми Валентина Федоровна Паламарчук поддерживала постоянные научные связи. В этом сборнике постоянно публиковались материалы о ходе и результатах исследований учителей-экспериментаторов, которые росли профессионально в таком высокоинтеллектуальном научном окружении. Сборник «Педагогика» публиковал также научные поиски целой плеяды украинских ученых - коллег Валентины Федоровны Паламарчук, с которыми она общалась и сотрудничала в научных исследованиях государственного уровня: Березняк, Евгений Степанович (Герой Советского Союза, Майор Вихрь), С. П. Бондарь, Н. И. Бурда, В. П. Волынский, Л. П. Воронина, Л. И. Даниленко, М. Б. Евтух, Л. Л. Момот, В. П. Максименко, В. Н. Мадзигон, Ю. И. Малеваный, В. В. Олийнык, В. А. Онищуком, В. И. Паламарчук, И. П. Подласый, В. Е. Рымаренко, Д. И. Румянцева, А. Я. Савченко, Н. Д. Ярмаченко и многими другими. На базе Киевского городского дома учителя под научным руководством Валентины Федоровны более десятилетия работал творческий клуб «Мастер» для педагогических работников и ученых.
В течение долгого времени Валентина Федоровна была соорганизатором совместных с Институтом педагогики НАПН Украины научно-практических конференций в Киевской гимназии восточных языков №1 г. Киева, поддерживала тесное научное сотрудничество с Украинским колледжем имени В.А. Сухомлинского (тогдашний директор - В. М. Хайрулина, член-корреспондент НАПН Украины, Заслуженный работник образования Украины), ныне -  профессор-консультант гимназии «Троещина» Деснянского района г. Киева.
Среди её научных публикаций — монография, пособие для учителей («Школа учит мыслить» (1979; 1987), двухтомник «Первоосновы педагогической инноватики» (2005), «Техне Интеллектус» (1999), «Глобус Интеллектус» (1999), "НОТ школьника — путь к творчеству "(1988), " Как вырастить интеллектуала "(2000), " Грани творчества "(составитель, 1990), " Развитие логического мышления учащихся профтехучилищ в процессе обучения "(1974, в соавторстве с Паламарчуком Владимиром Ильичом), " Объем и характер домашних заданий "(1978), " Подготовка и проведение экзаменов в школе "(под редакцией, 1980), программы спецкурс для студентов педагогических институтов «Педагогика мышления» (1985), «Передовой педагогический опыт» (1989), «Становление учебных заведений нового типа» (под ред., 1992), «Инновации в образовании Украины» (2004), серия сборников гимназии " Троещина "Деснянского района. Киева по её научной редакцией (1999—2015), концепции, программы и методики формирования интеллектуальных умений учащихся, развивающего обучения, гимназического образования, спецкурсы, учебные программы, научно-методические пособия, статьи в профессиональных изданиях. 
В. Ф. Паламарчук занималась разработкой и внедрением метапредметных программ: формирование и развития мыслительных умений и навыков школьников («Экспериментальная программа формирования мыслительных умений у школьников», 1982; «Методические рекомендации о формировании общеучебных умений и самостоятельного мышления учащихся», 1986; "Развитие общенаучных мыслительных умений и навыков школьников ", 1984 и др.). Ученым начало педагогическую концепцию развивающего обучения, разработана программа и методика интеллектуальных умений учащихся 1-12 классов общеобразовательных учебных заведений, технологию развития мышления учащихся. В. Ф. Паламарчук является одним из основоположников теории педагогической инноватики, взаимосвязи обучения и развития учащихся. В 1987—2002 годах Валентина Федоровна заведовала лабораторией педагогических инноваций, была одним из инициаторов основания школ нового типа в Украине, много лет посвятила развитию инновационной педагогики и педагогической практики. Коллектив под ее руководством нарабатывал нормативно-правовую и научную базу становления заведений нового типа в Украине, которые в опережающем режиме готовили реформу образования, были экспериментальными площадками, где апробировалось новое содержание и технологии обучения (образования).
В. Ф. Паламарчук постоянно продуцировала новые идеи, поддерживала инновации в украинской науке и школе, отыскивала и сплачивала передовых педагогов, работала на опережающее развитие педагогической науки. На протяжении многих лет она поддерживала связь с учителями и директорами-новаторами: Николаем Гузиком (директором «Авторской школы М.П. Гузика» г.. Южный Одесской области, Народный учитель Украины, кандидат педагогических наук, член-корреспондент НАПН Украины, член Союза учителей Украины) ; Петром Сикорским (директором естественно-экономического лицея с. Узловое Радеховского района, ныне - профессор кафедры педагогики и социального управления ИНН, президент Львовского краевого общества «Родная школа»), Валентином Алфимовым (ныне - доктор педагогических наук, профессор, директор лицея при Донецком национальном университете, заслуженный работник народного образования Украины) и многими другими.
Ныне продолжается процесс оцифровки работ автора и внесения их в электронную библиотеку АПН Украины и профиля в Google Scholar [1]. Научная школа доктора педагогических наук, профессора Валентины Федоровны Паламарчук охватывает работников различных участков образования: от сельского учителя до руководителя секретариата Комитета Верховной Рады Украины по вопросам образования, науки и инноваций.  В. Ф. Паламарчук автор более 300 научных трудов, 65 лет жизни посвятила педагогической работе, заслуженный работник образования Украины.Сейчас Валентина Федоровна Паламарчук следит за новыми тенденциями в педагогической науке, продолжает научные наработки и не оставляет поисков вектора развития новой украинской школы. В 2020 году Валентина Федоровна Паламарчук отметила свое 90-летие, награждена медалью "К. Д. Ушинский".

### Места работы
- 1955—1957 гг. — учитель русского языка и литературы, к. Боровое, Казахстан;
- 1957—1960 гг. — директор средней школы при милиции, с. Пятихатки Днепропетровской области;
- 1960—1968 гг. — завуч школы и учитель русского языка и литературы в старших классах, преподаватель Запорожского пединститута (Запорожский национальный университет);
- 1963—1966 гг. — обучение в аспирантуре и защита кандидатской диссертации (научный руководитель — Б. П. Есипов);
- 1968—2002 гг. — работа в Украинском научно-исследовательском институте педагогики (позже — Институт педагогики Национальной академии педагогических наук Украины), старший научный сотрудник, главный научный сотрудник, заведующая сектором дидактики, отделом
- 1986 год — защита докторской диссертации по теме «Дидактические основы формирования мышления учащихся в процессе обучения», преподавала в педагогическом институте имени Максима Горького (впоследствии — Национальный педагогический университет имени М. П. Драгоманова);
- 1989 год — получила звание профессора;
- 1987—2002 гг. —  заведующая лабораторией педагогических инноваций и передового педагогического опыта;
- 2002—2009 годы — главный научный сотрудник, профессор Центрального института последипломного педагогического образования (Университете менеджмента образования, Киев).
- с 2009 г. — профессор-консультант гимназии «Троещина» Деснянского района. Киева; член ученого совета в Национальном педагогическом университете имени М. П. Драгоманова.

## Цитаты и педагогическое кредо
Своим педагогическим кредо ученый считает «чистой науки не существует, она всегда основывается на педагогическом опыте, её вершины достигаются только через лучшие образцы педагогической практики»;
«В моей жизни школа всегда была центром и смыслом бытия».

## Награды
- Почетная грамота Кабинета Министров Украины «За многолетний добросовестный труд, значительный личный вклад в развитие педагогической науки» (2001);
- Почетная грамота Верховной Рады Украины «За особые заслуги перед народом» (2001);
- Медаль НАПН України «Ушинський К. Д.» (2020)
- Благодарность Президента Ассоциации гимназий и лицеев Украины «За выдающуюся общественную деятельность в Ассоциации работников гимназий и лицеев Украины»;
- награда «Отличник народного образования УССР»;
- Почетные грамоты Института педагогики Академии педагогических наук Украины;
- Почетные грамоты Национальной академии педагогических наук Украины.

## Основные публикации
- Публикации Паламарчук В. Ф., находящиеся в Российской Государственной библиотеке: https://search.rsl.ru/ru/search#q=%D0%BF%D0%B0%D0%BB%D0%B0%D0%BC%D0%B0%D1%80%D1%87%D1%83%D0%BA%20%D0%B2%D0%B0%D0%BB%D0%B5%D0%BD%D1%82%D0%B8%D0%BD%D0%B0%20%D1%84%D0%B5%D0%B4%D0%BE%D1%80%D0%BE%D0%B2%D0%BD%D0%B0
- Публикации Паламарчук В. Ф., находящиеся в Библиотеке Московского государственного психолого-педагогического университета: http://lib.mgppu.ru/opacunicode/app/webroot/index.php?url=/notices/index/IdNotice:21577/Source:default
- Публикации Паламарчук В. Ф., находящиеся в Электронной библиотеке Омского государственного педагогического университета http://lib.omgpu.ru/cgi-bin/irbis64r/cgiirbis_64.exe?C21COM=S&I21DBN=IBIS&P21DBN=IBIS&S21FMT=briefwebr&S21ALL=%28%3C.%3EA%3D%D0%9F%D0%B0%D0%BB%D0%B0%D0%BC%D0%B0%D1%80%D1%87%D1%83%D0%BA,%20%D0%92%D0%B0%D0%BB%D0%B5%D0%BD%D1%82%D0%B8%D0%BD%D0%B0%20%D0%A4%D0%B5%D0%B4%D0%BE%D1%80%D0%BE%D0%B2%D0%BD%D0%B0$%3C.%3E%29&Z21ID=&S21SRW=AVHEAD&S21SRD=&S21STN=1&S21REF=10&S21CNR=20&FT_REQUEST=&FT_PREFIX=
- Паламарчук В. Ф. Школа учит мыслить. — Изд. 2-е, доп. и перераб.- Москва : Просвещение, 1987. — 208 с. (Библиотека заместителя директора школы по учебно-воспитательной работе)\
- Паламарчук В. Ф. Школа учит мыслить. — Москва : Просвещение, 1979. — 144 с.
- Паламарчук В. Ф. Першооснови педагогічної інноватики.- Т. 1-2. — Київ : Знання України, 2005. — 420 с.
- Паламарчук В. Ф. Як виростити інтелектуала. Тернопіль : Навчальна книга —Богдан, 2000. −152 с.
- Паламарчук В. Ф. Взаємозв’язок навчання і розвитку учнів в аспекті реформи школи : Метод. лист для вчителів і кер. шкіл, гімназій, ліцеїв. — Київ : Знання, 2002.- 45 с.
- Паламарчук В. Ф. Техне інтелектус (технологія інтелектуальної діяльності учнів): посібник для вчителів.- Київ : ВВП «Мрія-1» ЛТД, 1999.- 92 с.
- Паламарчук В. Ф. Глобус інтелектус (методологія, програма, методика формування глобального інтелекту). — Київ, 1999.
- Паламарчук В. Ф., Орлов С. И. НОТ школьников — путь к творчеству : Кн. для учащихся. -Киев : Радянська школа, 1988. −136 с.
- Паламарчук В. Ф. Дидактические основы формирования мышления учащихся в процесе обучения: дисс. … д-ра пед. наук : 13.00.01.- Киев, 1983. −393 с.
- Паламарчук В. Ф. Взаимосвязь образования, воспитания и развития учащихся на уроке. -Киев : Радянська школа, 1982. 33 с.
- Паламарчук В. Ф. Реализация межпредметных связей в процессе проблемного обучения. -Киев : Высшая школа,- 1975. −57 с. (в соавт. с В. И Паламарчуком).
- Паламарчук В. Ф. Взаємозв’язок навчання і розвитку в сучасній освіті.// International Scientific Journal, URL: http://www.inter-nauka.com. URL article: https://www.internauka.com/uploads/public/14803344892133.pdf
- Паламарчук В. Ф., Барановська О. В. Педагогічні технології навчання в умовах нової української школи: вектор розвитку .// Український педагогічний журнал.- 2018.- № 3.- С. 60-66. (http://uej.undip.org.ua/products/2018/article2.php)
- Барановська О. В.  Фундатор педагогічної науки. До 90-річчя професора Валентини Федорівни Паламарчук / Голос України, 2020, 28 листопада, с. 4-5[1].